# Монако на Европском првенству у атлетици за јуниоре 1987.
Монако је учествовао на 9. Европском првенству за јуниоре 1987. одржаном у Бирмингем, Енглеска, од 6. до 9. августаа. Репрезентацију Монака на њеном првом учешћу на европским првенствима за јуниоре представљао је 1 спортиста који се такмичио у трци на 400 метара.
На овом такмичењу такмичар из Монака оборио је национални рекорд за јуниоре и лични рекорд.

## Учесници
Јуниори:
- Жан-Марк Руе — 400 м

## Резултати

### Јуниори
| Атлетичар    | Дисциплина | Лични рекорд | Квалификације | Квалификације | Полуфинале           | Полуфинале           | Финале               | Финале | Детаљи |
| Атлетичар    | Дисциплина | Лични рекорд | Резултат      | Место         | Резултат             | Место                | Резултат             | Место  | Детаљи |
| ------------ | ---------- | ------------ | ------------- | ------------- | -------------------- | -------------------- | -------------------- | ------ | ------ |
| Жан-Марк Руе | 400 м      |              | 57,19 НРј, ЛР | 6. у гр. 3    | Није се квалификовао | Није се квалификовао | Није се квалификовао | 18 /18 |        |